# Pere Ponsgrau
Pere Ponsgrau, fill segurament de la masia de Ponsgrau, va néixer el dia 10 d'octubre de l'any 1700. A l'edat de 16 anys ingressà a l'ordre dels dominic. Fou catedràtic de teologia al convent de Santa Caterina de Barcelona. Es destacà per les seves proeses a l'Orient llunyà, al regne de Tonquing, on exercí de missioner durant divuit anys. Patí les conseqüències de persecucions continuades, per la qual cosa esdevingué màrtir. Mor l'any 1748.